# تشارلي مور (لاعب كرة قاعدة)
تشارلي مور (بالإنجليزية: Charley Moore)‏ هو لاعب كرة قاعدة أمريكي، ولد في 1 ديسمبر 1884 في مقاطعة جاكسون في الولايات المتحدة، وتوفي في 29 يوليو 1970 في بورتلاند في الولايات المتحدة.

## وصلات خارجية
- تشارلي مور (لاعب كرة قاعدة) على موقع دوري كرة القاعدة الرئيسي (الإنجليزية)
- تشارلي مور (لاعب كرة قاعدة) على موقعبيزبول رفرنس.كوم (الدوري الرئيسي) (الإنجليزية)
- تشارلي مور (لاعب كرة قاعدة) على موقعبيزبول رفرنس.كوم (الدوري الثانوي) (الإنجليزية)